# La pausa (racconto)
La pausa (The Pause) è un racconto di fantascienza di Isaac Asimov pubblicato per la prima volta nel 1954 nell'antologia Time to Come di August Derleth.
Successivamente è stato incluso nell'antologia Testi e note (Buy Jupiter and Other Stories) del 1975.
È stato pubblicato varie volte in italiano a partire dal 1976.

## Trama
Alexander Johannison, un fisico nucleare che lavora per la Commissione per l'energia atomica degli Stati Uniti, è sconcertato quando il suo contatore Geiger inizia a non rilevare più la radioattività. Con l'andar del tempo anche i suoi colleghi notano lo stesso strano fenomeno, ma quando Johannison si decide a parlarne con il suo capo nessuno lo prende sul serio e lui si rende conto di essere l'unico ancora al corrente dell'esistenza della radioattività.
Pensando che un qualche nemico possa avere eliminato le conoscenze sull'energia nucleare e sulle armi nucleari per preparare un'invasione degli Stati Uniti, torna a casa e trova uno sconosciuto che parla con sua moglie. Lo sconosciuto, dall'aspetto fin troppo perfetto per un essere umano, gli spiega di essere un'entità proveniente da un luogo “al di fuori dell'universo”, e che gli è stata affidata la missione di salvare l'umanità da un potenziale olocausto nucleare. Come parte di questa operazione, tutte le conoscenze sulla radioattività sono state sottratte all'umanità per cinque anni, e tutti gli elementi radioattivi sono scomparsi sulla Terra. Dopo questa pausa un centinaio di persone, tra cui lo stesso Johannison, avranno il compito di rieducare il genere umano all'uso pacifico del nucleare.
La storia termina con Johannison e sua moglie che cercano di razionalizzare quanto hanno appena appreso, e soprattutto di capire chi siano e quali piani davvero abbiano questi esseri per l'umanità.